# Ryan Camilleri
Ryan Camilleri (ur. 22 maja 1988 w Piecie) – maltański piłkarz grający na pozycji obrońcy. Obecnie jest zawodnikiem klubu Valletta_FC.

## Kariera piłkarska
Camilleri jest wychowankiem maltańskiego klubu Pietà Hotspurs. Od 2009 do 2014 roku występował w barwach Hibernians FC.

## Kariera reprezentacyjna
Camilleri w reprezentacji Malty zadebiutował 14 sierpnia 2012 roku w towarzyskim meczu z San Marino. Na boisku przebywał do 54 minuty.
| Mecze i gole w reprezentacji | Mecze i gole w reprezentacji | Mecze i gole w reprezentacji | Mecze i gole w reprezentacji | Mecze i gole w reprezentacji | Mecze i gole w reprezentacji | Mecze i gole w reprezentacji |
| #                            | Data                         | Stadion                      | Rywal                        | Wynik                        | Gol                          | Rozgrywki                    |
| 2012                         | 2012                         | 2012                         | 2012                         | 2012                         | 2012                         | 2012                         |
| ---------------------------- | ---------------------------- | ---------------------------- | ---------------------------- | ---------------------------- | ---------------------------- | ---------------------------- |
| 1.                           | 14.08.2012                   | Serravalle, San Marino       | San Marino                   | 3:2                          | 0                            | towarzyski                   |
| 2.                           | 11.09.2012                   | Modena, Włochy               | Włochy                       | 0:2                          | 0                            | El. MŚ 2014                  |
| 2013                         |                              |                              |                              |                              |                              |                              |
| 3.                           | 06.02.2013                   | Attard, Malta                | Irlandia Północna            | 0:0                          | 0                            | towarzyski                   |
| 4.                           | 22.03.2013                   | Sofia, Bułgaria              | Bułgaria                     | 0:6                          | 0                            | El. MŚ 2014                  |
| 5.                           | 26.03.2013                   | Attard, Malta                | Włochy                       | 0:2                          | 0                            | El. MŚ 2014                  |
| 6.                           | 07.06.2013                   | Erywań, Armenia              | Armenia                      | 1:0                          | 0                            | El. MŚ 2014                  |
| 7.                           | 14.08.2013                   | Baku, Azerbejdżan            | Azerbejdżan                  | 0:3                          | 0                            | towarzyski                   |
| 8.                           | 06.09.2013                   | Attard, Malta                | Dania                        | 1:2                          | 0                            | El. MŚ 2014                  |
| 9.                           | 10.09.2013                   | Attard, Malta                | Bułgaria                     | 1:2                          | 0                            | El. MŚ 2014                  |
| 10.                          | 11.10.2013                   | Attard, Malta                | Czechy                       | 1:4                          | 0                            | El. MŚ 2014                  |
| 11.                          | 15.10.2013                   | Kopenhaga, Dania             | Dania                        | 0:6                          | 0                            | El. MŚ 2014                  |

## Sukcesy
Hibernians
- Puchar Malty: 2012, 2013